# 김천 신리 영천이씨 정려비
김천 신리 영천이씨 정려비(金泉 信里 永川李氏 旌閭碑)는 대한민국 경상북도 김천시 봉산면 신리에 있는 조선시대의 정려비이다. 2000년 9월 4일 경상북도의 문화재자료 제387호로 지정되었다.

## 개요
정려비는 국가에서 모범이 되는 충신, 효자, 열녀 등을 표창하고자 그 사람의 마을에 세우던 비를 말한다. 이 비는 조선시대 김천 신리 지방 사람인 정유한의 부인 영천이씨의 순절과 절개를 기리고 있다.
영천이씨는 임진왜란이 터지자 남편이 의병으로 전쟁에 나아가 공을 세울 때 시부모를 극진히 봉양하며 가사를 도맡고 있었다. 그러다 왜적들에게 납치되어 강제로 희롱당할 위기에 처하자 품속에 있던 은장도로 가슴을 찔러 자결하였다. 영천이씨가 자결한 지 36년 후에 비를 세우고, ‘절부’라는 칭호를 내리어 사람들의 귀감이 되도록 하였다. 또한 정려비 앞에 우물을 파서 아낙네들에게 이씨부인을 본받도록 하였는데, 그 우물은 지금까지 남아있다.
비각 안에 보존되어 있는 비는 네모반듯한 받침돌 위로 윗모서리 양 끝을 둥글게 처리한 비몸을 세운 모습이다. 각 표면은 불규칙한 자연돌을 거칠게 다듬어 다소 울퉁불퉁하다. 앞면에는 ‘절부정유한처유인’이라는 글씨와 함께 3줄의 비문을 깊고 선명하게 새겼다.
비의 제작연대는 인조 11년(1633)이며, 고종 29년(1892) 12월 조정에서 정유한에게 통정대부 이조참의라는 벼슬을 내려주고, 영천이씨는 숙부인에 봉하였다.

## 참고 문헌
- 김천신리영천이씨정려비 - 국가유산청 국가유산포털